# Albert Frère
Baron Albert Frère (* 4. Februar 1926 in Fontaine-l’Évêque; † 3. Dezember 2018) war ein belgischer Finanzinvestor. Er galt als der mächtigste Unternehmer Belgiens und einer der einflussreichsten in Europa.

## Leben
Als Sohn eines kleinen Unternehmers, der Nägel und Ketten herstellte, stieg Frère gleich nach der Schule in den Betrieb ein. Aus dem Unternehmen wurde das Handelshaus Frère-Bourgeois und der junge Frère wandelte sich im Alter von 30 Jahren zum Stahlindustriellen. Er erwarb eine Beteiligung an den Walzwerken des Ruau, später an den  Schmieden von Thy-Marcinelle-Monceau und Hainaut-Sambre. Ende der 1970er Jahre kontrollierte er praktisch das gesamte Eisenhütten-Becken von Charleroi. Als einer der Ersten erkannte er die heraufziehende Stahlkrise und verkaufte Ende der 1970er Jahre seine Stahlunternehmen an den belgischen Staat (siehe Cockerill-Sambre).
Mit dem frei gewordenen Kapital gründete er gemeinsam mit dem kanadischen Geschäftsmann Paul Desmarais die Schweizer Pargesa Holding SA. Im Jahr 1982 übernahm Pargesa die belgische Holding Groupe Bruxelles Lambert (GBL). Dadurch kontrollierte er die Banque Bruxelles Lambert (BBL) und beteiligte sich am Medienkonzern CLT (Compagnie Luxembourgeoise de Télévision), dem die Mehrheit am Fernsehbetreiber RTL Group gehörte. Auch am belgischen Versicherungsunternehmen Royale Belge und dem belgischen Mineralölkonzern Petrofina war Frère beteiligt. 1986 erwarb er die Éditions Dupuis und revitalisierte das Verlagshaus durch die Edition von Comics zum erstrangigen Verlag im französischen Sprachraum.
Mit dem Verkauf von BBL an die niederländische ING Groep, dem Verkauf der Mehrheit der RTL Group an die Bertelsmann AG, der Royale Belge an die französische AXA und des belgischen Energieversorgungsunternehmens Tractebel an den Suez-Konzern gelang es Frère regelmäßig, seine Beteiligung an einem nationalen Unternehmen gegen eine Beteiligung an einem starken multinationalen Unternehmen zu tauschen. Im Jahr 2005 war er über seine Holding-Gesellschaft zu 25,1 % bei Bertelsmann beteiligt, zu 3,6 % beim Mineralölkonzern Total, zu 7,2 % beim französisch-belgischen Versorger Suez und zu 26,4 % bei dem Pariser Rohstoffkonzern Imérys.
Die Beteiligung an Bertelsmann wurde zum 1. Juli 2006 wieder zurückverkauft, womit Bertelsmann wieder vollständig der Familie Mohn und einer Stiftung gehört. Ein von GBL geplanter Börsengang wurde dadurch verhindert.
Die Gruppe Frère-Bourgeois / Compagnie Nationale à Portefeuille (CNP) wird ebenfalls von der Familie Albert Frère kontrolliert.
Im Jahr 2002 wurde sein Vermögen auf elf Milliarden Euro geschätzt; 2007 auf drei Milliarden Euro. Er war der einzige Belgier, der in der Liste der reichsten Leute der Welt der Zeitschrift Forbes aufgeführt wurde.
1994 wurde Frère von König Albert II. von Belgien geadelt und zum Baron erhoben.
Am 3. Dezember 2018 starb Frère mit 92 Jahren.

## Ehrungen und Auszeichnungen
- Ritter der Ehrenlegion am 19. Dezember 1978
- Bundesverdienstkreuz 1. Klasse des Verdienstordens der Bundesrepublik Deutschland (4. November 1980)[1]
- Offizier der Ehrenlegion am 24. Februar 1993
- Kommandeur der Ehrenlegion am 10. April 1997
- Großoffizier des Ordre de la couronne de chêne (Luxemburg), 1998[2]
- Großoffizier der Ehrenlegion am 15. Mai 2000
- Großkreuz der Ehrenlegion 2014